# Antonio Miyar
Antonio Miyar (Corao, 1794-Madrid, 1831) fue un librero e impresor español, ejecutado durante la Década Ominosa.

## Biografía

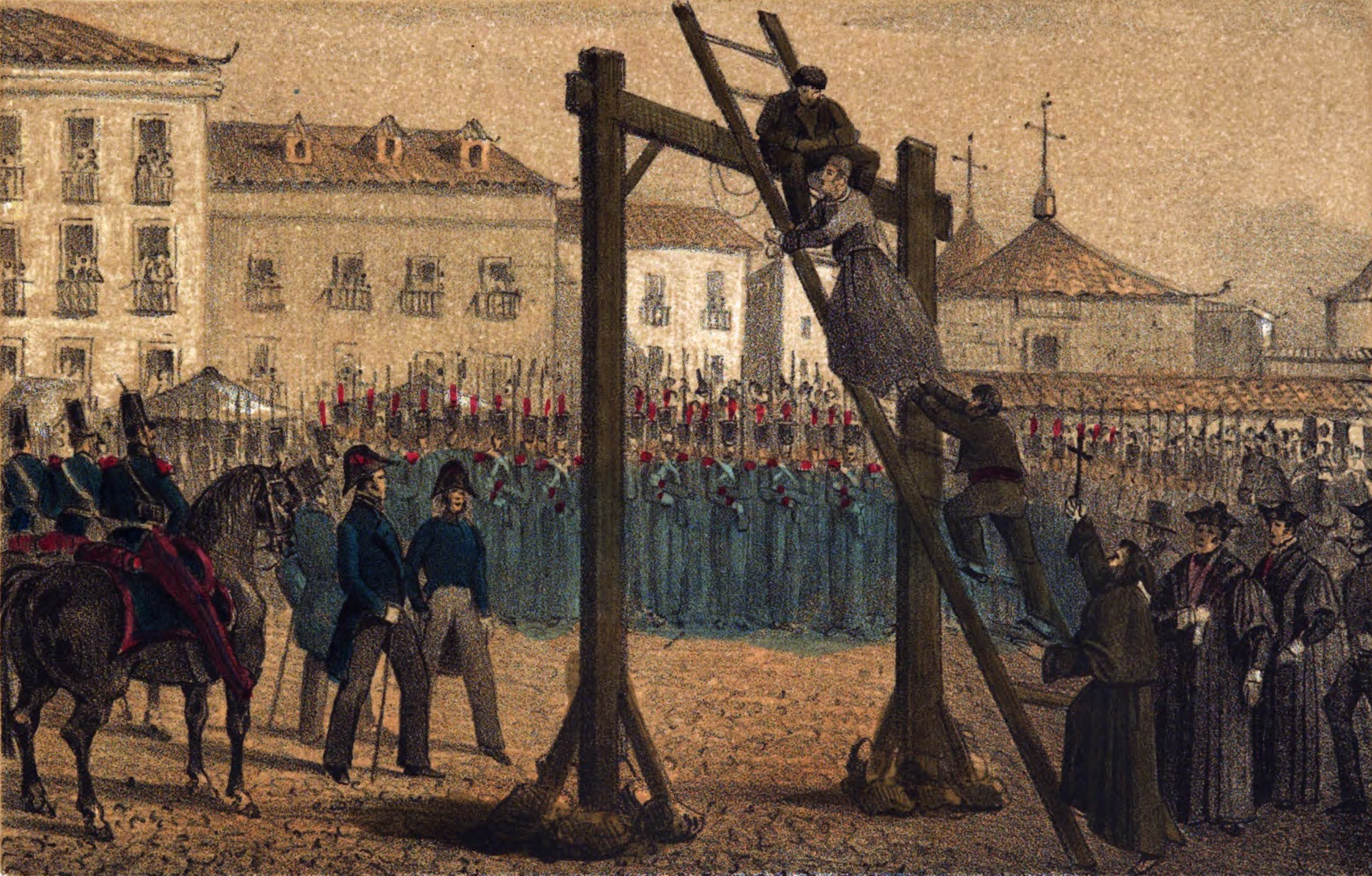
Ejecución de Miyar en la madrileña plaza de la Cebada, el 11 de abril de 1831.

Nacido en la localidad asturiana de Corao en 1794, era de ideología liberal. Miyar, un librero e impresor que tenía su establecimiento en la calle del Príncipe, fue ejecutado en Madrid acusado de ser partícipe de una trama contra Fernando VII. Una estampa de su muerte, coloreada, y un retrato suyo aparecen en la obra Los mártires de la libertad española (1853), de Victoriano Ametller y Mariano Castillo.
El «ultra» José Arias Teijeiro no se contentó con asistir al juicio sino que tras la ejecución de Miyar fue a la librería. Esto es lo que anotó en su diario: «A la 1 voy a comprar el Propagador en su casa para ver qué caras, y en efecto, muy triste la del viejo».